# Акбулак (приток Коксу)
Акбула́к (тюрк. Ак булак — белый источник) — река в России, протекает по Республике Алтай. Устье реки находится в 20 км по левому берегу реки Коксу. Длина реки составляет 17 км. Протекает в ущельях Катунского хребта.
Река граничит с бассейнами рек Кошбулак, Куркуре, Чолак-Булак, Богулек, Дирентай.

## Данные водного реестра
По данным государственного водного реестра России относится к Верхнеобскому бассейновому округу, водохозяйственный участок реки — Катунь, речной подбассейн реки — Бия и Катунь. Речной бассейн реки — (Верхняя) Обь до впадения Иртыша.

## Притоки
Основные притоки — левый Дингекюрт и правый Чегенды.